# Starotxerkàsskaia
Starotxerkàsskaia (en rus: Старочеркасская) és un poble (una stanitsa) de l'óblast de Rostov, a Rússia, que en el cens del 2010 tenia 2.399 habitants, pertany al districte d'Aksai.